# مارك كاك
مارك كاك (بالبولندية: Marek Kac)‏ هو عالم رياضيات أمريكي من أصل بولندي.